# تولد امید
تولد امید (به انگلیسی: Born of Hope) همچنین تحت عنوان تولد امید: حلقه باراهیر (به انگلیسی: Born of Hope: the Ring of Barahir) فیلمی مستقل فانتزی-ماجرایی در پیرامون سری ارباب حلقه‌ها است که در سال ۲۰۰۹ (میلادی) توسط طرفداران مجموعه ارباب حلقه‌ها (به کارگردانی کیت مدیسون در استودیو یونایتد کینگدام) با بودجه شخصی ساخته شده‌است.

## داستان
ماجرا به پیش از سه‌گانه ارباب حلقه‌ها می‌پردازد:
سلحشوری به نام آراتورن در حین نبردهایش در غرب سرزمین میانه با اورک‌ها، خانواده‌ای را از دست اورک‌های وحشی نجات می‌دهد. آراتورن عاشق دختر این خانواده به نام گیلراین می‌شود. آن‌ها با هم ازدواج کرده و صاحب فرزندی پسر می‌شوند که نامش را آراگورن می‌نامند...

## بازیگران
- کریستوفر دنئی در نقش آراتورن
- بت آینسلی در نقش گیرن
- ایان مارشال در نقش آرادور
- اندرو مکدونالد در نقش در پدر گیلرن
- فیلیپا هموند در نقش مادر گیلرین
- کیت مدیسون در نقش یار آراتورن

## حواشی
- تولد امید در آمریکا ساخته شده‌است.
- برای ساخت این فیلم تنها ۲۵ هزار دلار هزینه شده‌است.

## پخش در ایران
تولد امید از شبکه پنج صدا و سیمای جمهوری اسلامی ایران پخش شده‌است.